# Ашутастинський сільський округ
Ашутасти́нський сільський округ (каз. Ашутасты ауылдық округі, рос. Ашутастинский сельский округ) — адміністративна одиниця у складі Аркалицької міської адміністрації Костанайської області Казахстану. Адміністративний центр — село Ашутасти.
Населення — 1651 особа (2021; 2543 у 2009, 2547 у 1999, 2176 у 1989).

## Історія
Станом на 1989 рік існували Аккошкарська сільська рада (село Аккошкар) та Ашутастинська сільська рада (село Ашутасти) Аркалицького району.
2019 року було утворено сільський округ шляхом об'єднання Аккошкарської сільської адміністрації та Ашутастинської сільської адміністрації.

## Склад
До складу округу входять такі населені пункти:
| Населений пункт | Старі назви | Населення, осіб (1989) | Населення, осіб (1999) | Населення, осіб (2009) | Населення, осіб (2021) |
| --------------- | ----------- | ---------------------- | ---------------------- | ---------------------- | ---------------------- |
| Аккошкар, село  | -           | 694                    | 811                    | 629                    | 200                    |
| Ашутасти, село  | -           | 1482                   | 1736                   | 1914                   | 1451                   |